# Blood Must Be Shed
Blood Must Be Shed — единственный мини-альбом норвежской блэк-метал-группы Zyklon-B, выпущенный в 1995 году на лейбле Malicious Records. В состав группы входили Самот и Исан из Emperor, Фрост из Satyricon и Альдран из Dødheimsgard.

## Отзывы критиков
Марк Нортон из AllMusic описал музыку коллектива как «гипер-абразивный блэк-грайнд». Рецензент портала metal1.info назвал релиз «маленьким шедевром» и отметил, что EP «является обязательным к прослушиванию для каждого поклонника жанра».

## Список композиций
| №                   | Название            | Длительность |
| ------------------- | ------------------- | ------------ |
| 1.                  | «Mental Orgasm»     | 2:54         |
| 2.                  | «Bloodsoil»         | 2:25         |
| 3.                  | «Warfare»           | 5:35         |
| Общая длительность: | Общая длительность: | 10:54        |

## Участники записи
- Самот — гитара, бас-гитара
- Исан — клавишные
- Фрост — ударные
- Альдран — вокал